# Vecteur unitaire
Cet article court présente un sujet plus développé dans : Norme (mathématiques).

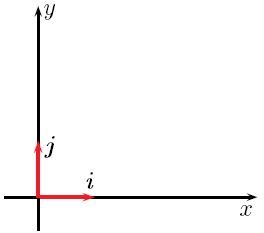
Deux vecteurs unitaires dans un espace vectoriel normé.

Dans un espace vectoriel normé (réel ou complexe) E, un vecteur unitaire est un vecteur dont la norme est égale à 1.
- Si le corps des scalaires est R, deux vecteurs unitaires v et w sont colinéaires si et seulement si v = w ou v = –w.
- Si le corps des scalaires est C, et si v est un vecteur unitaire de E, alors les vecteurs unitaires colinéaires à v sont αv où α est un complexe de module 1.

Les vecteurs unitaires permettent de définir la direction et le sens d'un vecteur non nul de E. Tout vecteur non nul v est la multiplication du vecteur unitaire u = v/║v║ par un nombre réel strictement positif, à savoir la norme ║v║ de v.
v = ║v║u.
Pour tout vecteur ayant un sens opposé à v, on a :v = -║v║u.
En physique, pour dénoter les vecteurs unitaires, il est usuel[réf. nécessaire] d'utiliser un accent circonflexe : {\displaystyle {\hat {x}},{\hat {y}},{\hat {z}}}. En mécanique quantique, les états sont des vecteurs unitaires d'espaces de Hilbert. En particulier, les fonctions d'onde sont des fonctions sur R3 de carré sommable et de norme L2 égale à 1.

## Dérivation des vecteurs unitaires
Soit E un espace euclidien, et soit une fonction dérivable t ↦ e(t) à valeurs dans E, telle que pour tout t, e(t) est un vecteur unitaire. Alors le vecteur dérivé e'(t) est orthogonal à e(t). C'est le cas notamment pour les vecteurs de toutes les bases orthonormales mobiles.
En effet, le carré de la norme de e(t) est une fonction constante en t, donc de dérivée nulle. Sa dérivée est
{\displaystyle 0={\frac {\mathrm {d} }{\mathrm {d} t}}\|e(t)\|^{2}={\frac {\mathrm {d} }{\mathrm {d} t}}\langle e(t)\mid e(t)\rangle =2\langle e'(t)\mid e(t)\rangle .}
Par définition de l'orthogonalité, les deux vecteurs e(t) et e'(t) sont orthogonaux pour tout t.